# パレスチナ・エアウェイズ

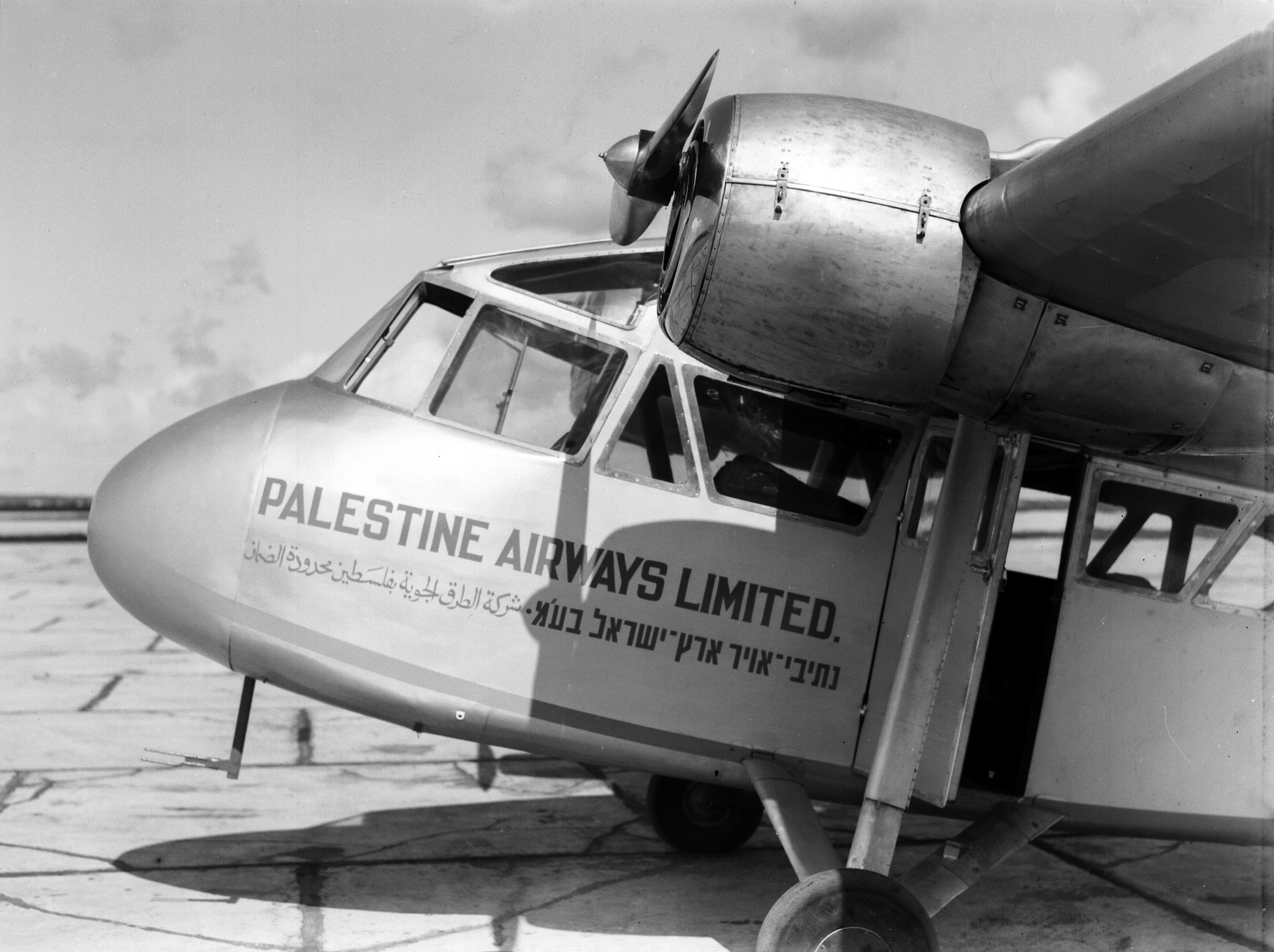
パレスチナ・エアウェイズのショート・サイオンII

パレスチナ・エアウェイズ (Palestine Airways)は、1930年代にイギリス委任統治領パレスチナで設立され、短期間活動したユダヤ人の航空会社である。

## 歴史
パレスチナ・エアウェイズは、1934年にロシア帝国籍のユダヤ人であるピナス・ルーテンバーグによって、イスラエル労働総同盟とユダヤ機関との協力の下で設立された。しかしながら1937年になるまで航空会社としての活動は出来ていなかったとみられ、設立自体を1937年とする資料もある。
第二次世界大戦が近づいた1937年になると、パレスチナ・エアウェイズはいずれ民間に戻される前提でイギリス空軍省の管轄下となり、1937年7月から1940年8月までの間、イギリスの航空会社"インペリアル・エアウェイズ"の下で運営された。
1937年7月からハイファ空港を拠点として、週に3回のリッダ空港への定期便が開始された。この定期便は数ヶ月続けられたが、パレスチナのアラブ反乱の影響でアラブ系住民のユダヤ人への敵対活動が激しくなると、テルアビブ在住のユダヤ人がアラブ系住民の支配地域を通過してリッダ空港へ向かう事が困難になり定期便は一旦停止された。
一方、こういった状況を受けテルアビブ市長イスラエル・ローカフは市内への空港開設をイギリス当局に要請しており、1938年10月にテルアビブ市内に新しくテルアビブ空港 (1940年に現在の名称であるスデ・ドブ空港に改名) が開設されると、パレスチナ・エアウェイズも本部をテルアビブ空港に移し、ハイファ空港との定期便を復活させた。その後、ベイルートへの定期便も開設された。
第二次世界大戦が勃発し、1940年8月になるとイギリス空軍がパレスチナ・エアウェイズの航空機を接収し、会社は活動を停止した。また、スデ・ドブ空港もイギリス陸軍の基地として接収された。

## 運用機材
パレスチナ・エアウェイズの保有航空機は4機で、いずれもイギリス製の機体であり、イギリス委任統治領パレスチナで登録されたものである。
- ショート サイオンII - 機体記号：VQ-PAA
- ショート サイオンII - 機体記号：VQ-PAB
- デ・ハビランド ドラゴンラピード - 機体記号：VQ-PAC
- ショート サイオン・シニア (陸上型) - 機体記号：VQ-PAD

1937年の時点では2機のショート サイオンIIのみを保有しており、1938年に残りの2機が追加された。

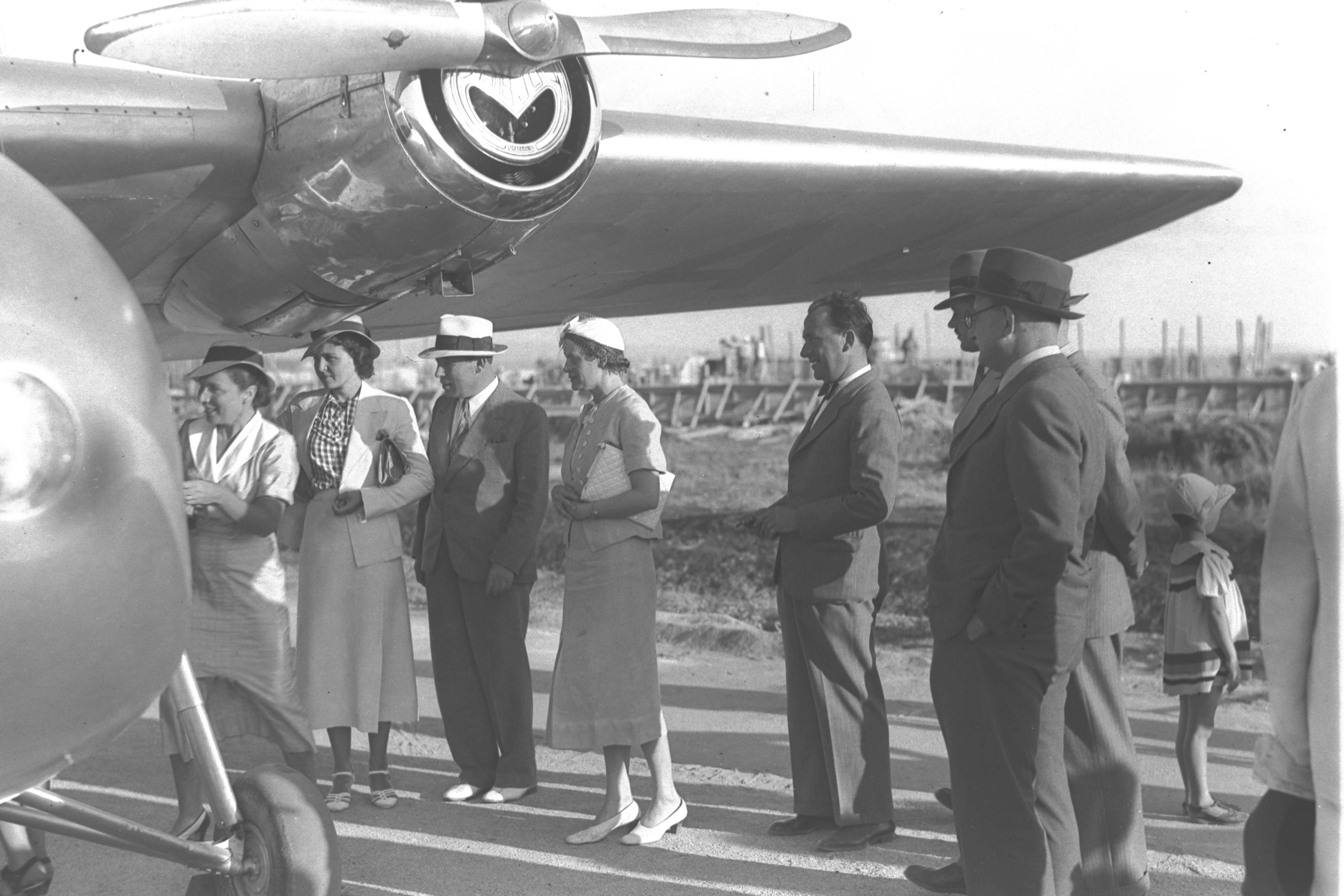
サイオンに乗り込むテルアビブ市長イスラエル・ローカフ（英語版）夫妻。
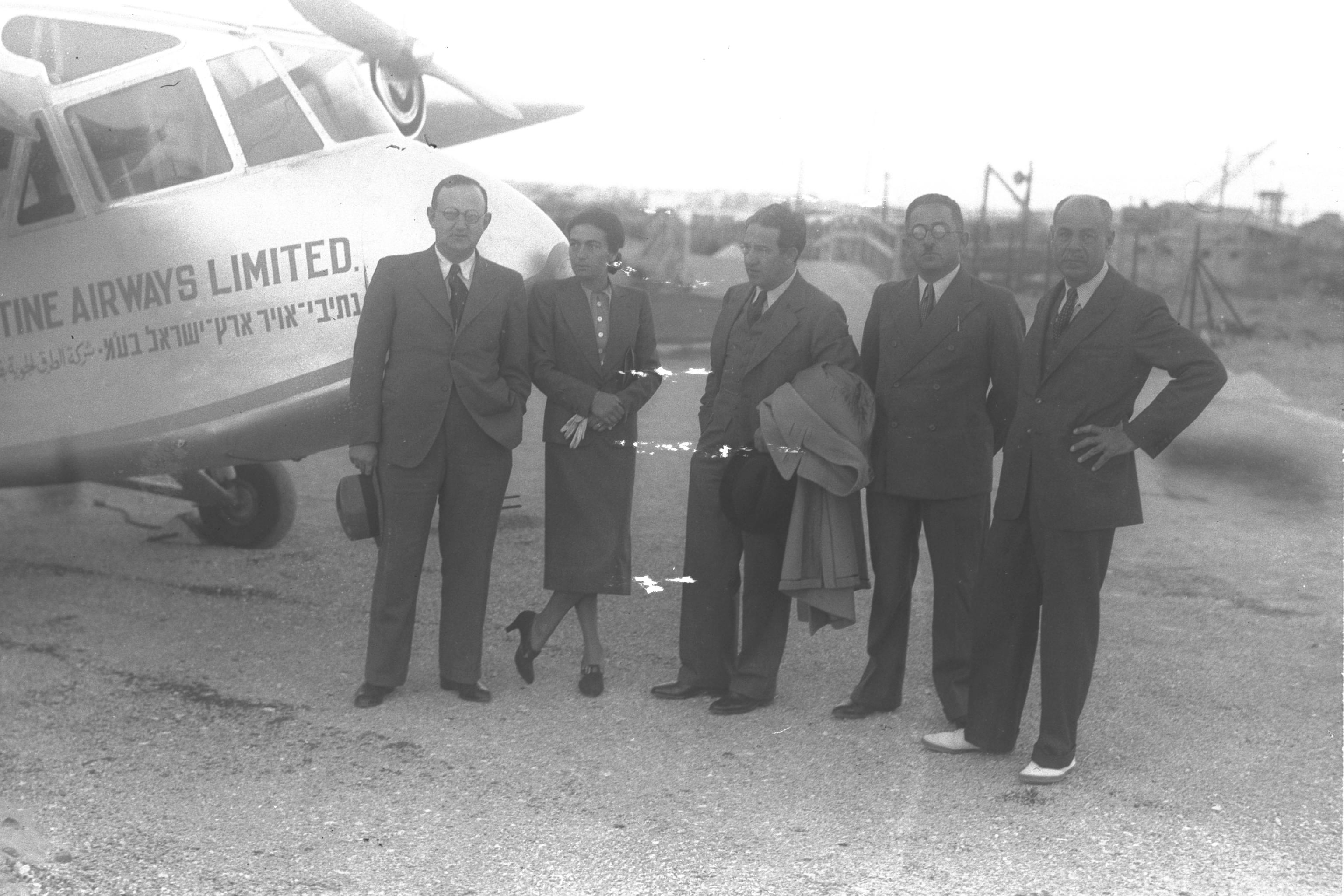
記念撮影を行うパレスチナ・エアウェイズの関係者。
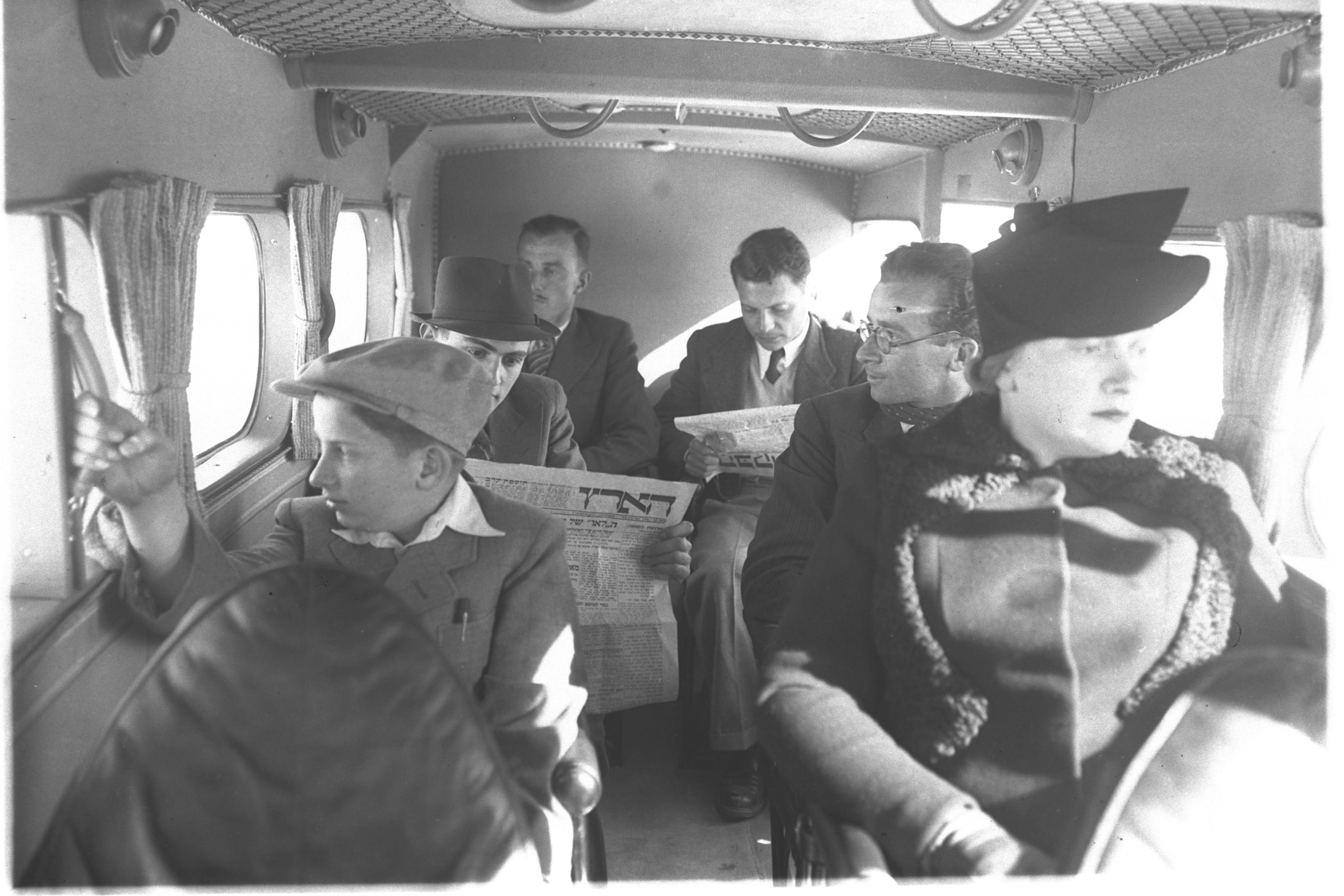
サイオンの機内の様子。
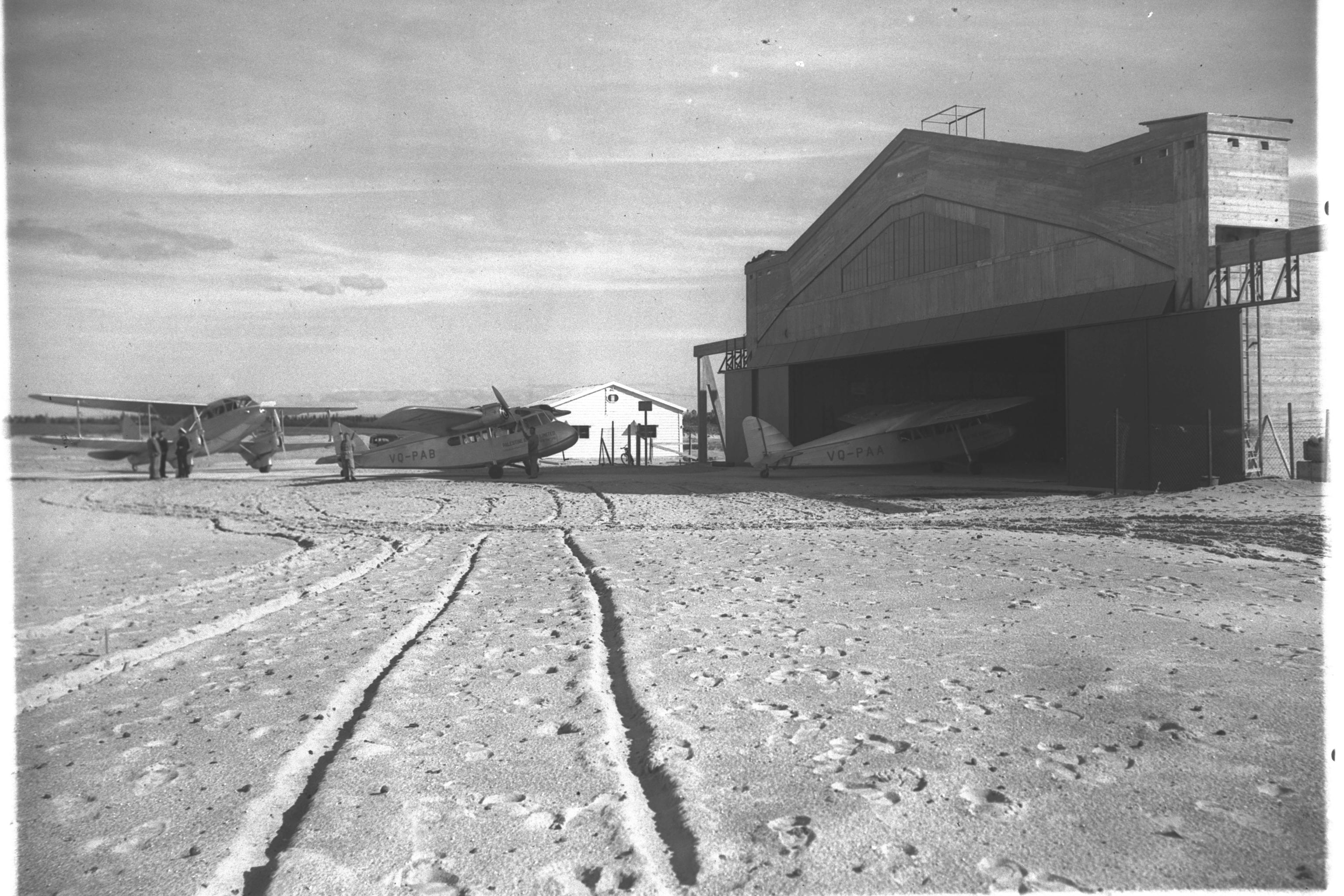
スデ・ドブ空港に駐機するサイオンとドラゴンラピード。